# Granulocytoza
Granulocytoza – zwiększenie liczby granulocytów we krwi powyżej 8 000/µl. Występuje przy stosowaniu glikokortykosteroidów, w infekcjach, niedoborze leukocytarnych cząstek adhezyjnych oraz nowotworach (między innymi u 40% pacjentów z rakiem płuca lub układu pokarmowego, 20% z rakiem sutka, 30% z nowotworami ośrodkowego układu nerwowego albo rakiem jajnika oraz 10% z rakiem nerkowokomórkowym).